# Erika Belle
Pour les articles homonymes, voir Belle.
Erika Belle est une joueuse d'échecs néerlandaise née le 20 janvier 1956. Médaille de bronze individuelle à l'olympiade d'échecs de 1982, elle a obtenu le titre de maître international féminin la même année.

## Biographie et carrière
Erika Belle remporta le championnat d'échecs des Pays-Bas féminin à trois reprises (en 1975, 1980 et 1981).
Elle finit deuxième du tournoi zonal féminin de Benidorm en 1981. Grâce à ce résultat, elle était qualifiée pour participer au tournoi interzonal féminin qualificatif pour le tournoi des candidates au championnat du monde féminin de 1984. Lors du tournoi interzonal disputé en 1982 à Bad Kissingen en Allemagne, elle finit à la onzième place parmi les 16 participantes.
Erika Belle a représenté les Pays-Bas lors de huit olympiades féminines d'échecs de 1972 à 1984, marquant  à chaque fois au moins la moitié des points (31,5 points en 51 parties au total). En 1974, elle était remplaçante, battit la Soviétique Nana Alexandria, ce qui permit de battre l'équipe soviétique féminine (1,5 à 0,5) et à l'équipe néerlandaise de terminer cinquième de la compétition. En 1982, elle marqua 9,5 points sur 12 au troisième échiquier, remportant la médaille de bronze individuelle